# Castello del Wawel
Il Castello del Wawel o di Wawel (in polacco Zàmek na Wawelu), è un castello rinascimentale situato a Cracovia, in Polonia.

## Storia

### Le origini
Il Colle del Wawel, a 25 m dalla Vistola, era già fortificato in epoca protostorica. 
Le prime fortificazione più importanti risalgono all'VIII secolo, quando fu costruito il primo nucleo del castello dalla potente famiglia dei Piast, Duchi di Cracovia e di Polonia. Dal IX secolo iniziarono a risiedere nel castello, da dove governavano la Polonia. In seguito, dopo la distruzione dell’antico centro del potere polacco di Gniezno, Cracovia assunse ancora più importanza. Intorno all'anno 1000 la città ebbe un nuovo impulso. Con Miecislao I, sembra già verso il 984, venne fondata la prima diocesi latina di Cracovia e venne eretta la piccola chiesa di Santa Maria Egiziaca, che divenne cattedrale. 
Con Boleslao il Coraggioso, i Piast divennero re di Polonia e a cavallo tra l'XI e il XII secolo  iniziarono la costruzione di un vero "Palatium" nell'angolo nord-orientale della collina e diverse fortificazioni. Infatti gli scavi archeologici effettuati all'interno del castello hanno rivelato l'esistenza di un gran numero di edifici in muratura, anche residenziali, già a partire dall'XI secolo, fra i quali una stanza su 24 pilastri a uso residenziale, che corrisponde al Palatium romanico, e una torre difensiva quadrangolare. 
Nel XII secolo Ladislao Ermanno di Polonia ricostruì la chiesetta con una prima, vera cattedrale. 
Secondo la descrizione di Jan Długosz, il castello del Wawel e il quartiere di Okół, si difesero dall'assedio tartaro nel 1241 

### La rinascita del Wawel
Quando, nel 1320, Ladislao I fu incoronato re di Polonia, il Wawel divenne il simbolo incontrastato del potere monarchico nazionale. Fu il suo successore, Casimiro III il Grande, a definire le forme definitive dei due grandi monumenti del Wawel: la Cattedrale e il Castello Reale.
Ampliò notevolmente il vecchio palatium per trasformarlo in residenza reale e accogliervi l'apparato statale. Il complesso venne affidato nella costruzione a Wacław di Tenczyn, che lo realizzò in stile gotico ispirandosi ad altri palazzi reali del continente europeo. Era allora costituito da un'ala a due piani con porticati affacciati sul cortile (destinato agli appartamenti reali), la torre angolare, completamente rinnovata, la cappella di Santa Maria egiziaca, e altri edifici dislocati in modo sparso, creando al centro un cortile chiuso irregolare. Gli interni, in stile gotico, presentavano le pareti totalmente dipinte da pittori ruteni portati da Przemyśl.
Intorno al 1390, con Ladislao II Jagellone, si rafforzarono tutte le mura che cingono il colle.

### Il Castello rinascimentale

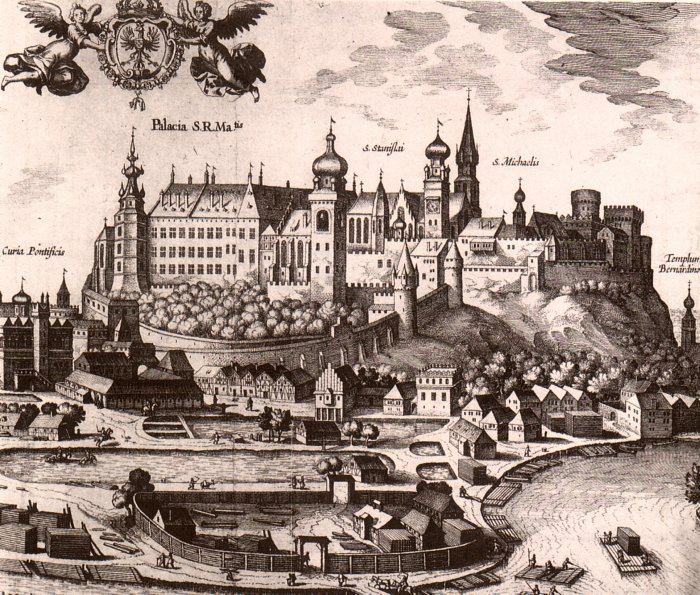
Il Wawel nel XVI secolo.

Una svolta decisiva nella storia non solo del castello, ma di Cracovia stessa si ebbe nel 1499 con il grande incendio che colpì il Wawel. Nel Cinquecento re Alessandro Jagellone dovette ricostruire il castello medievale, e approfittò dell'occasione per trasformarlo in una sontuosa residenza rinascimentale. A questo scopo, nel 1502, chiamò dall'Ungheria l'architetto fiorentino Francesco della Lora che nel 1504 iniziò la ricostruzione e l'aggiunta dell'ala occidentale. Per ampliarla venne demolita la cappella di Maria Egiziaca.
Ai lavori hanno preso parte muratori e lapidari (scalpellini), tra cui: Jan di Košice, Ugolino dall'Italia, Kacper Simon da Sabinov, Jan Włoch. 
Nel 1506 re Alessandro morì e l'iniziativa di espandersi ulteriormente, ma su scala molto più ampia, fu presa dal nuovo sovrano, Sigismondo I il Vecchio. Nel 1507 fu completata l'ala occidentale detta Palazzo di Alessandro e poi, su iniziativa del re, iniziarono i lavori per la costruzione dell'ala settentrionale, durati dal 1507 al 1515. L'antica residenza di Boleslao il Coraggioso, chiamata Palazzo Bianco, fu parzialmente demolita. Questi lavori furono finanziati dai banchieri di Cracovia Jan e Seweryn Boner. Dopo il matrimonio di Sigismondo I con Bona Sforza, venne costruita, fra il 1520 e il 1529, l'ala orientale, ma i lavori di rifinitura interna durarono fino al 1535. Con la morte di Francesco Fiorentino, nel 1516, i lavori furono diretti da Bartolomeo Berrecci, che, come fu impegnato nella costruzione della cappella di Sigismondo nella cattedrale fino al 1526, affidò il cantiere a Benedykt di Sandomierz. Nel 1530 la costruzione venne rilevata dal Berrecci, che completò la realizzazione dei portici dell'ala orientale. 
La residenza fu completata nel 1536, ma nello stesso anno subì un incendio, a seguito del quale furono distrutte l'ala orientale e la cortina muraria meridionale. La ricostruzione iniziò nel 1537 sotto la supervisione di Bartolomeo Berrecci, ma dopo la sua morte nello stesso anno, la costruzione fu diretta da Nicola Castiglione fino al 1545 e negli anni 1545–1549 da Matteo l'Italiano. Ben presto magnati e nobili iniziarono a costruire edifici simili, seguendo l'esempio del castello.

### Il Seicento

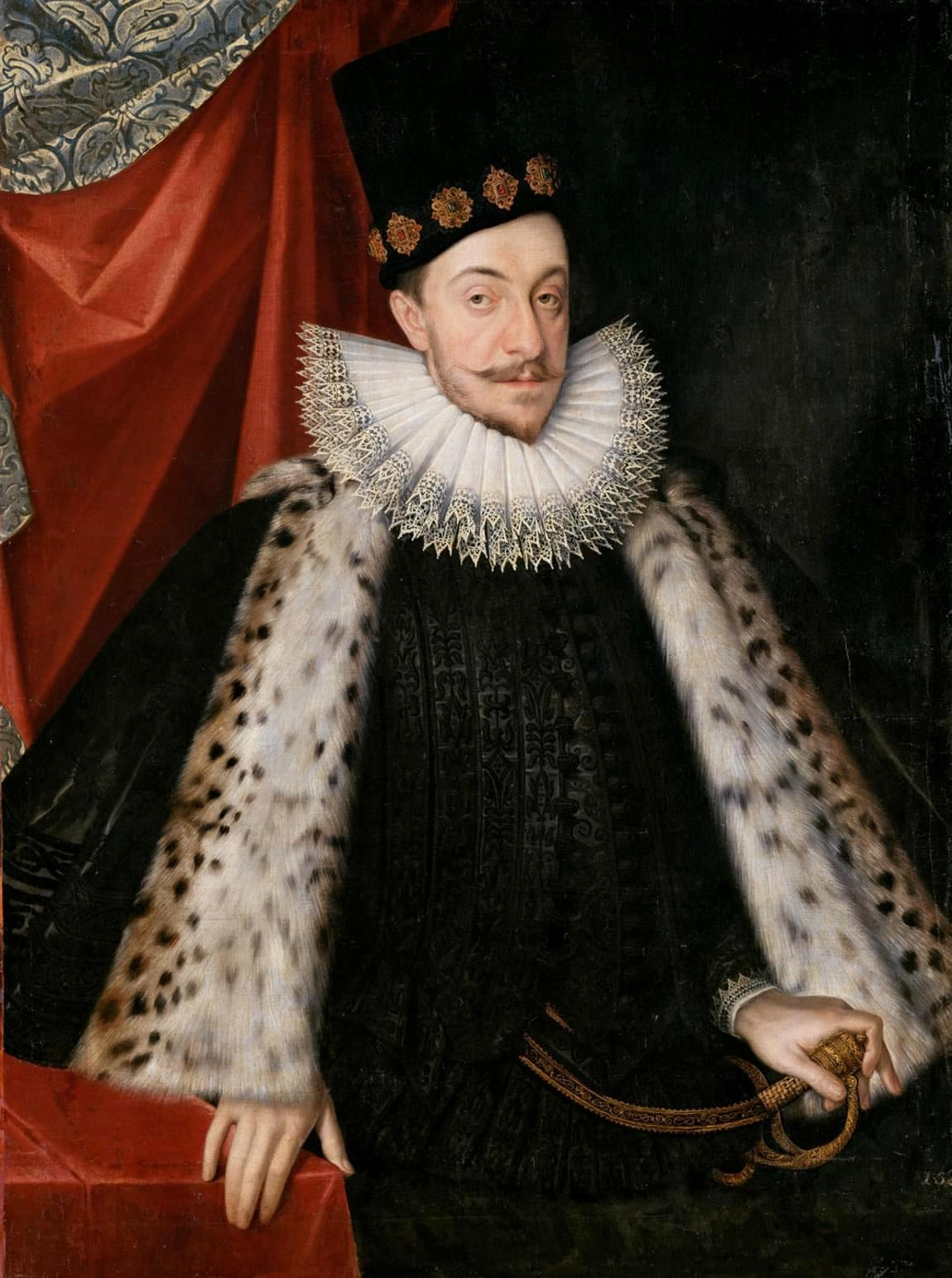
Re Sigismondo III Vasa in un ritratto del 1590 del pittore svedese Martin Köber

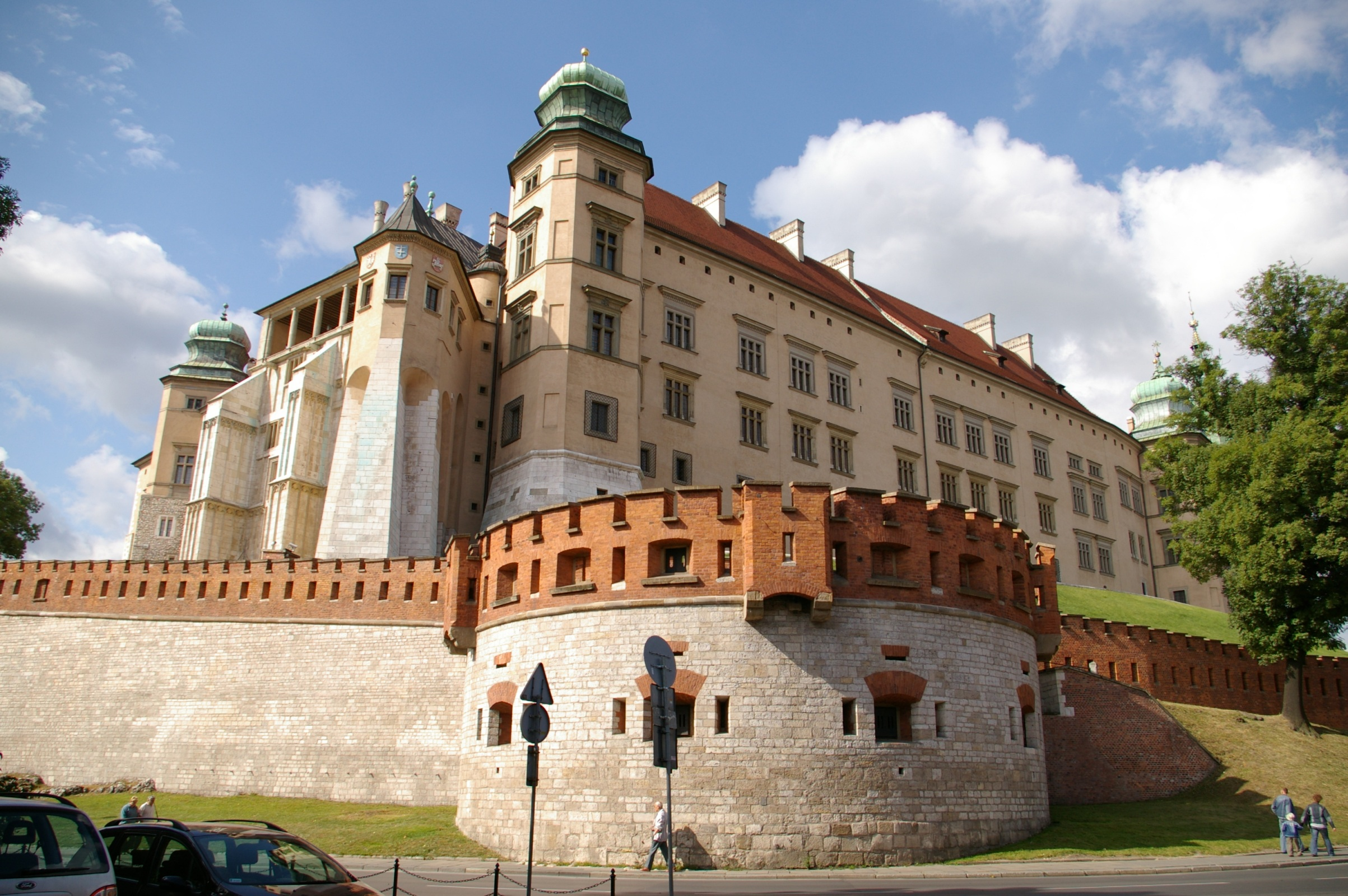

Nel 1595 un incendio distrusse i tetti e parte degli ambienti più alti dell'ala nord e una parte minore del piano superiore dell'ala est. Nello stesso anno, per ordine del re Sigismondo III Vasa, iniziarono i lavori di ristrutturazione che furono portati avanti fino al 1603 con la partecipazione di artisti prevalentemente italiani. I lavori furono diretti da Giovanni Battista Trevano, che collaborò, tra gli altri, con Ambrogio Meazzi e Giovanni Battista Petrini. Alcuni degli interni furono ricostruiti in stile barocco romano con soffitti manieristi, stucchi e affreschi di Tommaso Dolabella.
Quando il re di Polonia appena incoronato Sigismondo III Vasa spostò a capitale del regno da Cracovia a Varsavia, il Wawel perse la sua importanza, ma la cattedrale del Wawel, da sempre dedicata a Santa Maria rimase il fulcro del potere religioso del Paese. Fino al Novecento, infatti, qui furono incoronati e sepolti tutti i re della Polonia.
Il Seicento fu, inoltre, un secolo di grande crisi per il Paese. La Polonia non aveva confini sicuri e ben protetti e il Wawel era una delle poche grandi fortificazioni ancora rimaste. Il Regno era ormai diretto verso lo sfacelo. Le mura furono messe a dura prova dagli svedesi, quando, nel 1655, riuscirono a conquistare gran parte della Polonia, scendendo fino a Cracovia assediando per lungo tempo la città.
Nel 1649 scoppiò un incendio nella torre Sigismondo III e ne distrusse il tetto. Le condizioni della residenza peggiorarono durante il Diluvio svedese, quando, dopo una settimana di difesa, il castello fu occupato dalle truppe svedesi nel 1655–57, derubandolo completamente e danneggiandolo in modo significativo. Il restauro venne intrapreso dal re Giovanni III Sobieski fra il 1689 e il 1692. Tuttavia la più grande distruzione del castello avvenne durante la Grande guerra del Nord, quando nel 1702 i soldati svedesi accesero un fuoco in una delle camere, provocando un incendio nel castello che durò una settimana. Distrusse i tetti e gran parte delle stanze dell'ala nord fino al piano terra e gran parte dell'ala est fino allo scalone del Parlamento.

### Il Settecento

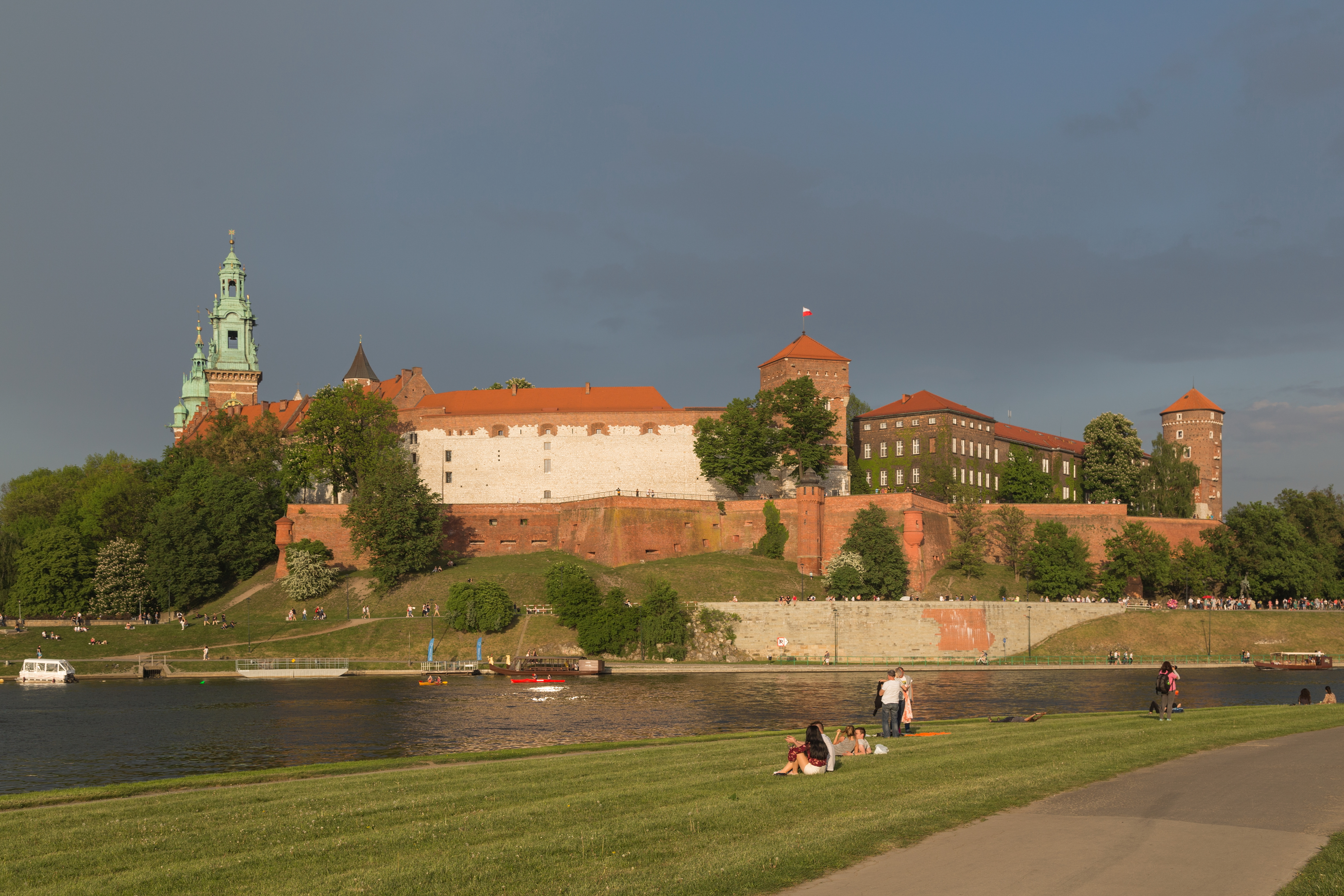
Il complesso del Castello e della Cattedrale visto dalla Vistola.

Gli inizi del Settecento furono un periodo relativamente tranquillo per Cracovia e la Polonia. Lasciato incustodito, il castello cadde in rovina. Nel 1705 il vescovo di Cracovia, Konstanty Felicjan Szaniawski fece costruire nuovi tetti temporanei e iniziò la sistemazione degli interni. Negli anni 1726–1730 iniziarono i lavori di ristrutturazione secondo il progetto dell'architetto Kacper Bażanka, e altri furono eseguiti prima dell'incoronazione di Augusto III del gennaio 1734. 
Dalla seconda metà del secolo, però, iniziarono le lotte per la spartizione del Paese. Durante la Confederazione di Bar, il castello fu devastato durante l'assedio russo del 1772. In quell'anno l'Impero russo ottenne la parte nord-est del paese e, fra il 1785 e il 1796, anche la Prussia e l'Austria ottennero la loro parte, finché la Polonia non scomparve dalle carte geografiche. Dopo questi eventi fu eseguita solo una ristrutturazione parziale del castello da Stanislao II Augusto Poniatowski nel 1787 secondo i progetti dell'architetto reale Domenico Merlini, a cui si deve tre stanze al primo piano. 
Nel 1793 durante l'Insurrezione di Kościuszko, dopo una breve difesa, il castello fu occupato dalle truppe prussiane, che poi saccheggiarono tutti i beni mobili del castello, e nel 1795 fecero irruzione nella tesoreria e rubarono le insegne reali polacche, che furono poi fuse in monete a Berlino. Il Wawel fu trasformato in una caserma militare dagli austriaci e le stanze reali furono adibite a dormitori per soldati.

### Il Novecento e la conquista nazista
Dopo la prima guerra mondiale, in Polonia, ci fu un periodo di forti carestie. Nonostante ciò, il comune di Cracovia, sotto la direzione del sindaco Nikola Zyblikięwicz iniziò un processo di ristrutturazione del Wawel. Con la presa del potere da parte di Adolf Hitler, nel 1936, iniziò per la Polonia l'ennesimo periodo di crisi. Durante la seconda guerra mondiale il paese fu occupato dai nazisti, che resero il castello del Wawel la residenza dei generali e dei comandanti dell'esercito, nonché di Hans Frank, governatore nazista della Polonia. Il castello fu nuovamente modificato, adattandolo ai gusti di Frank. Le pareti furono imbiancate e i lavori di restauro che erano stati incominciati da Zyblikięwicz furono annullati.

### Dagli anni '60 ad oggi
Dopo la Seconda guerra mondiale, ripresero i lavori di restauro ad opera dei volontari e degli operatori comunali. Nel 1960 iniziò il ritrovamento degli oggetti d'arte trafugati dai nazisti, fra cui la Szczerbiec, la spada simbolo del potere reale polacco, ritrovata in Alberta, in Canada, e numerosi dipinti e arazzi cinquecenteschi, ritrovati fra la Danimarca e le isole Fær Øer. Negli anni '70 fu realizzata la prima collezione nel castello, che venne aperto al pubblico pochi anni dopo. Oggi il Wawel rappresenta la maggiore attrazione turistica di Cracovia.

## Architettura

Posizione del castello sulla collina del Wawel

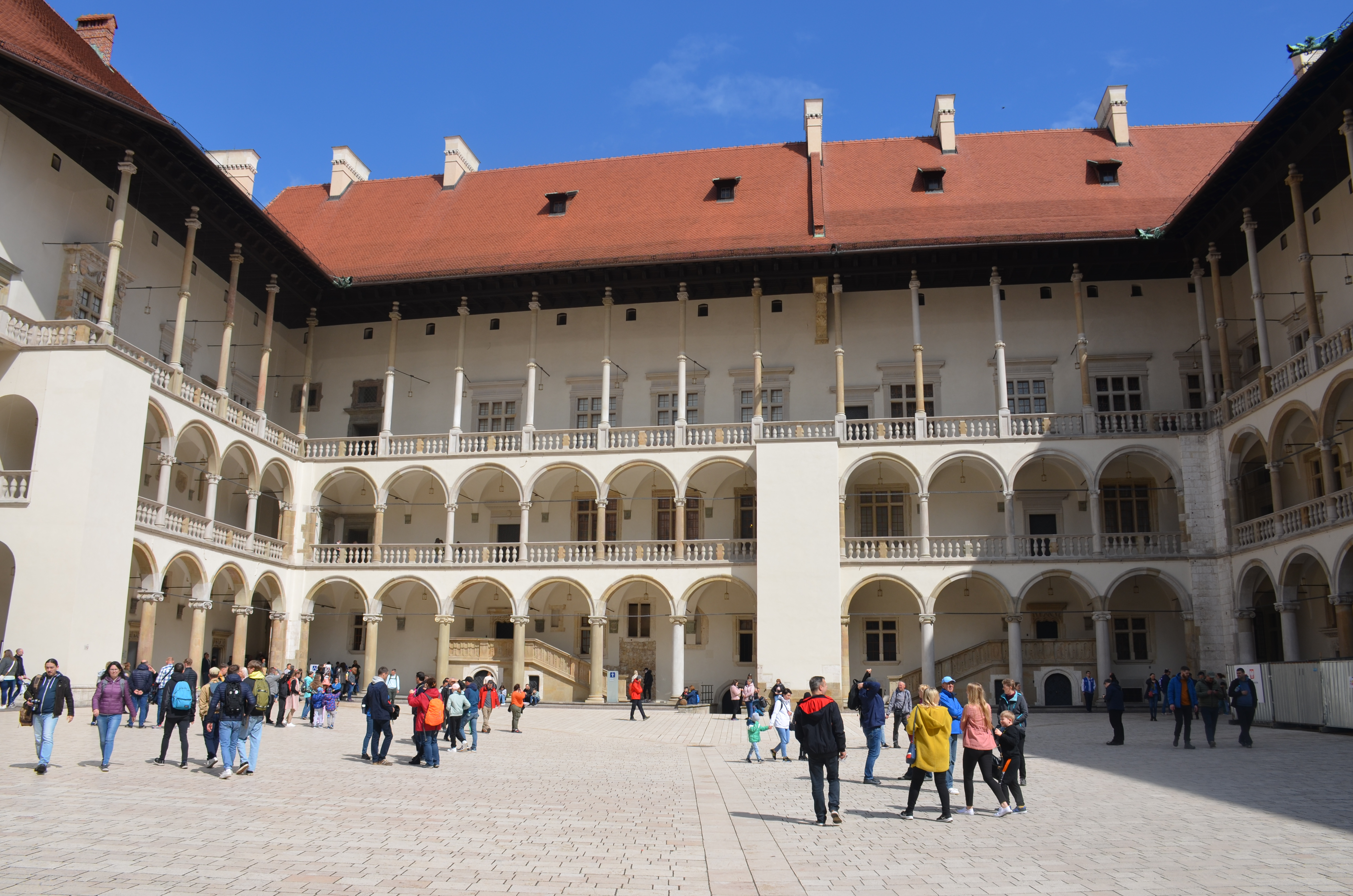
il Cortile d'Onore del Wawel

Del castello del Wawel originale non si hanno molte notizie. Si sa solamente che fu realizzato in stile prettamente militare, essenziale nelle forme e negli ambienti. Il Wawel che oggi conosciamo è frutto della ricostruzione rinascimentale del complesso. Dopo il matrimonio di re Sigismondo con Bona Sforza, il castello divenne un “obbiettivo” degli artisti italiani, fra cui Giovanni Maria da Padova e Santi Gucci. 
Il Cortile d'onore, con tre lati chiusi da doppio ordine di arcate, sovrastato da un alto loggiato su esili colonnine, fu il capolavoro dei tre artisti Francesco della Lora, Bartolomeo Berrecci e Benedykt di Sandomierz. 
Questi architetti e scultori fecero sì che lo stile tipico rinascimentale italiano si mescolasse magistralmente con lo stile architettonico tipico polacco. 
Il castello è strutturato su tre piani. È composto da quattro corpi di fabbrica, al cui centro si trova lo splendido Cortile d'onore. Di questi quattro corpi, solo tre erano adibiti ad abitazioni reali o alloggi della servitù. Il quarto era solamente decorativo. Serviva per dare al castello una forma più armoniosa. Sul Cortile d'Onore si affacciano tre piani di balconate porticate. Da notare che i portici del terzo livello hanno un'altezza doppia rispetto a quelli del primo e del secondo.
Dopo un disastroso incendio nel 1595, parte dell'ala orientale e dell'ala settentrionale del palazzo rinascimentale Jagellonico furono ricostruite in stile barocco. Gli interni tra la scala Senatoria e quella dei Deputati furono distrutti da un incendio nel 1702. 

## Interni

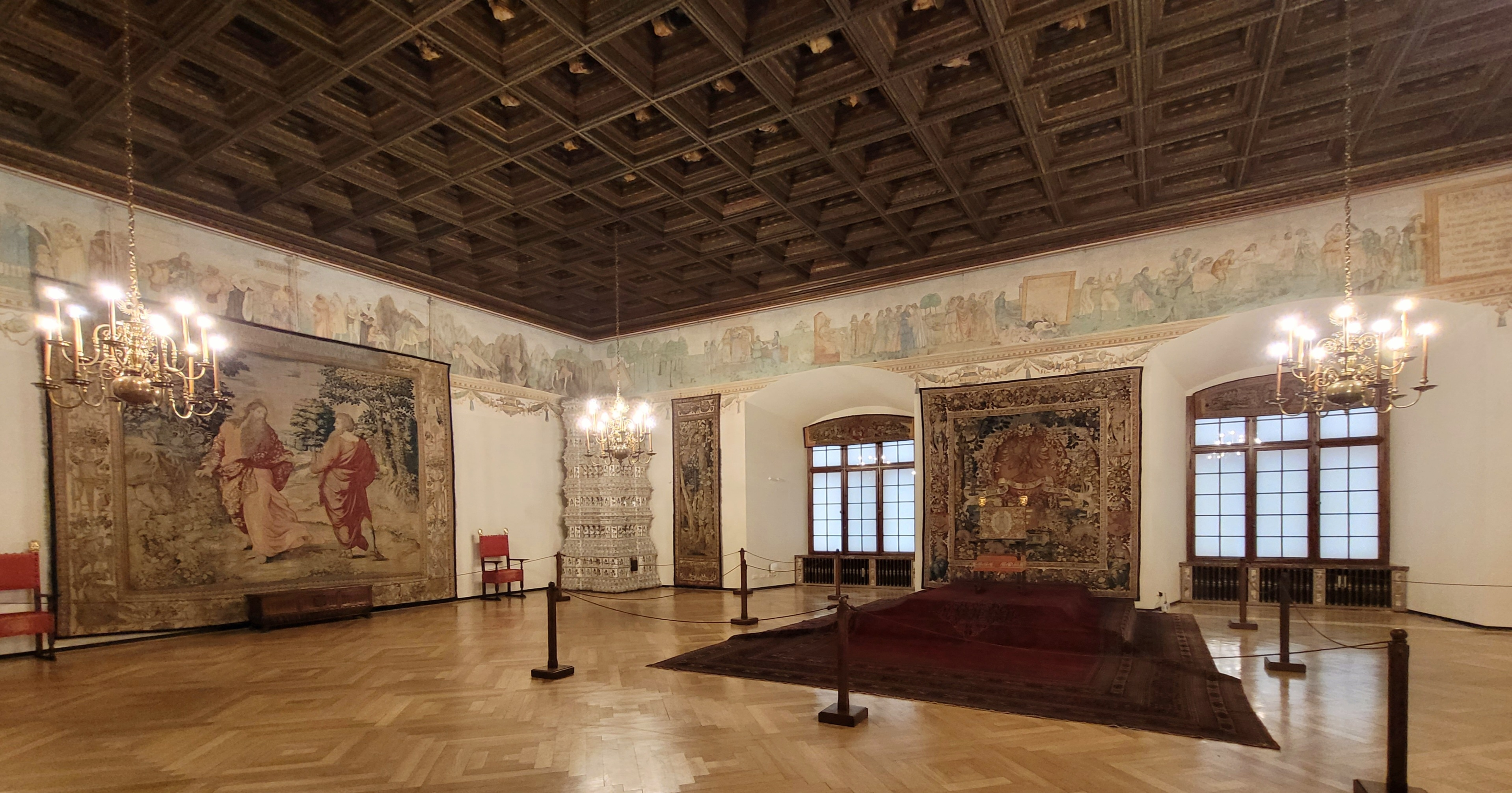
La Sala dei Deputati.

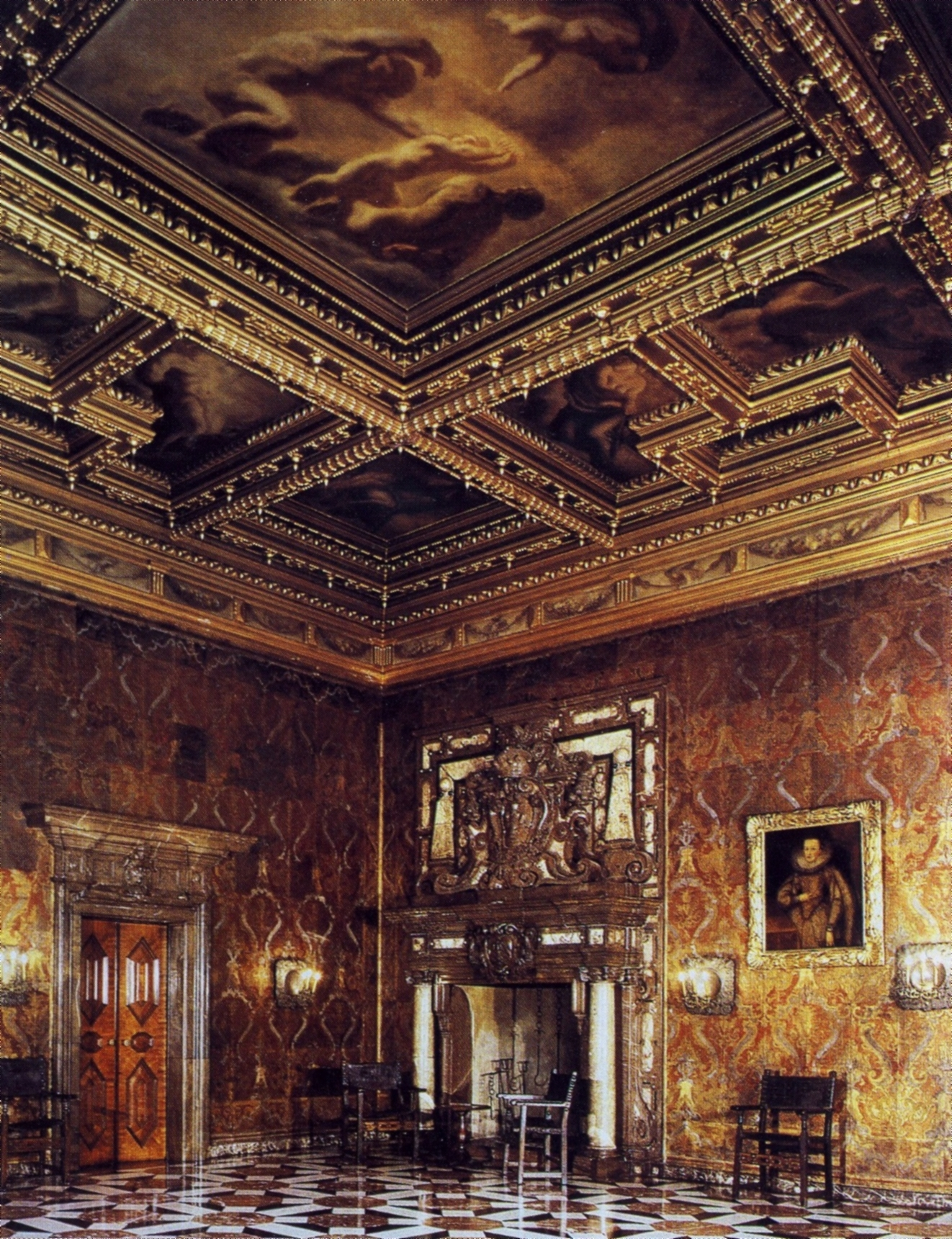
La Sala degli Uccelli.

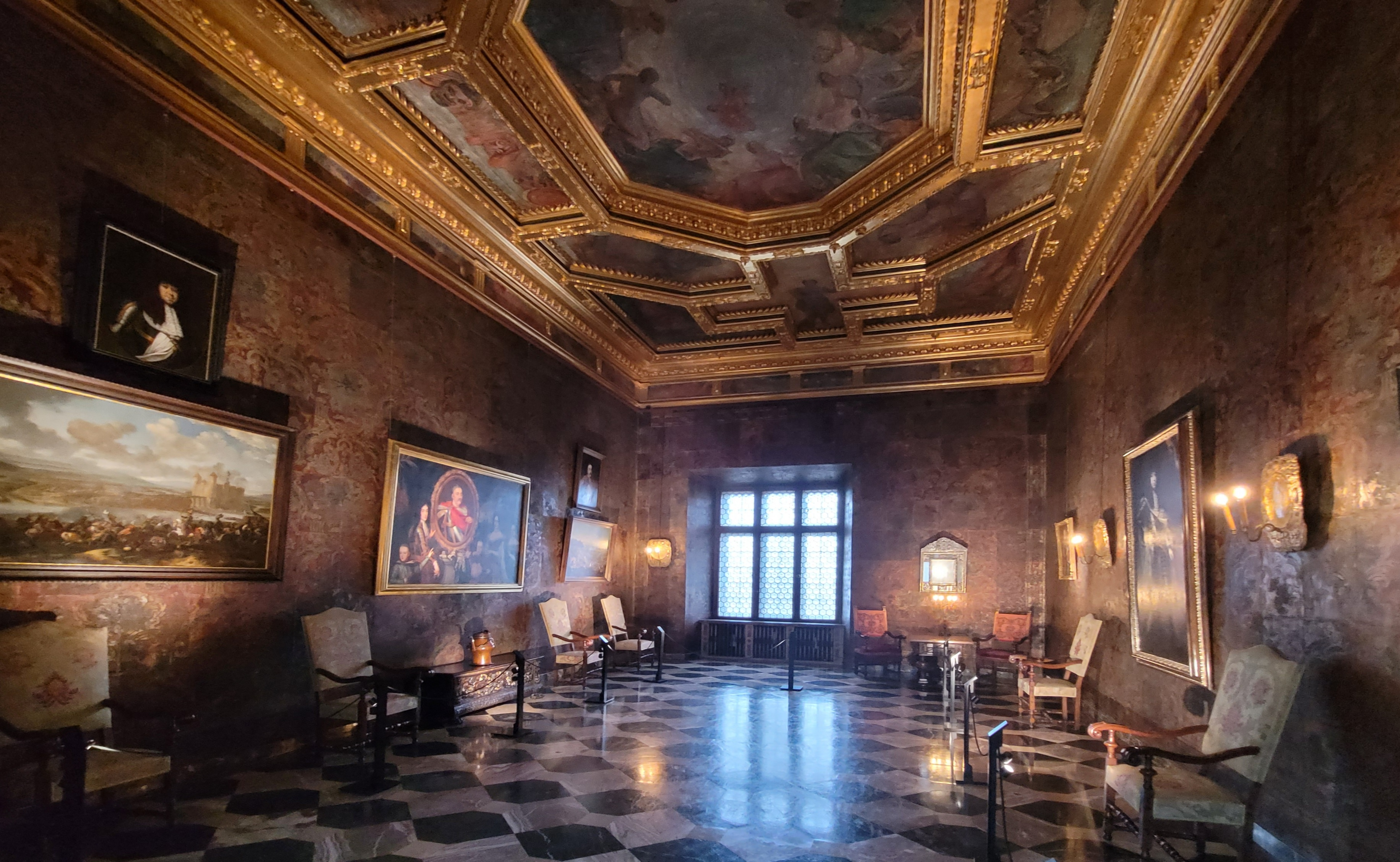
L'Anticamera dei Senatori.

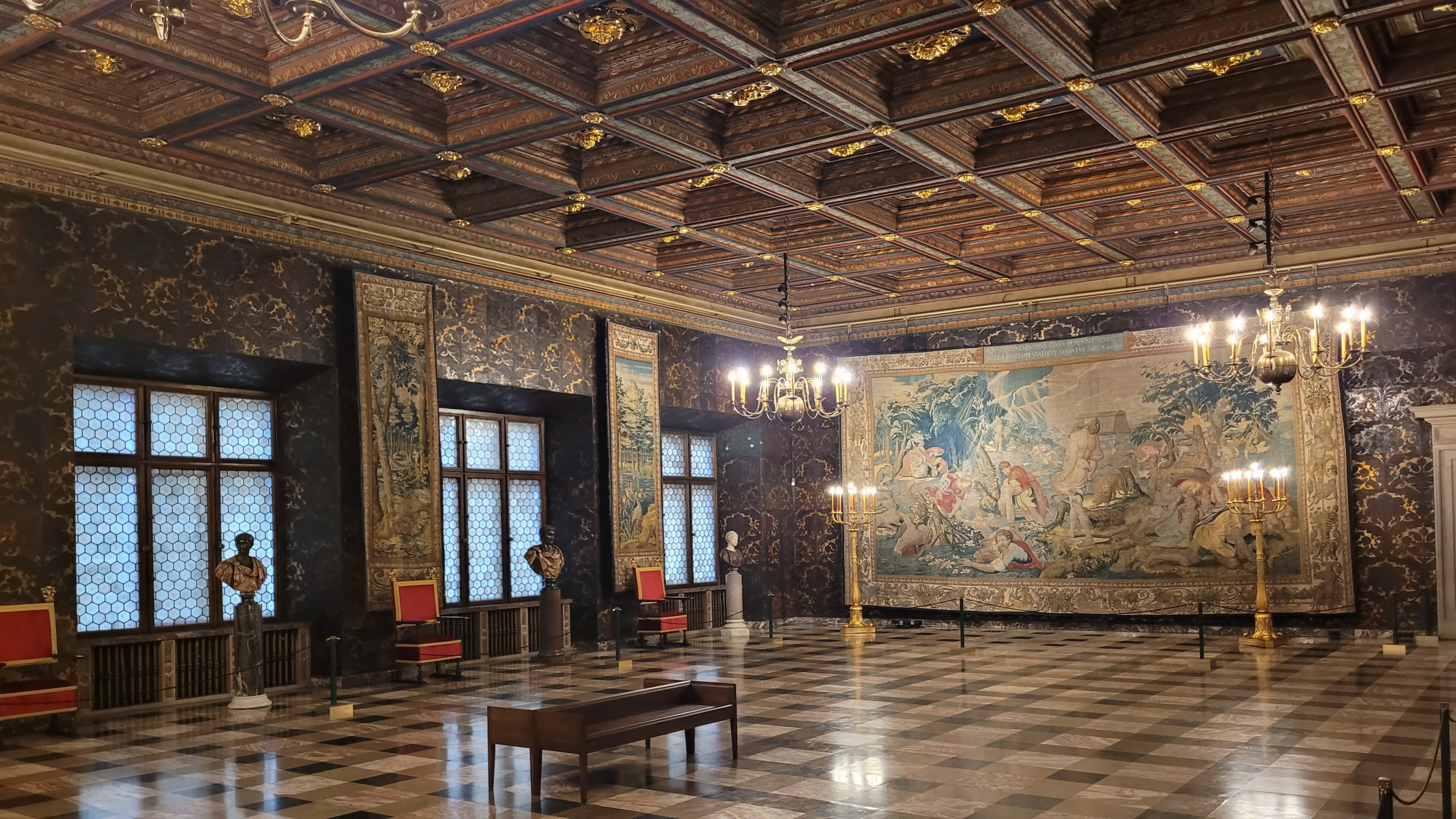
La Sala dei Senatori.

Sigismondo III di Polonia commissionò i lavori di ricostruzione delle ali est e nord all'architetto Giovanni Battista Trevano, che li eseguì fra il 1596 e il 1620. Di conseguenza, questa parte del palazzo presenta oggi arredi barocchi, e le pareti sono coperte da preziosi corami del XVIII secolo, provenienti dal Castello di Moritzburg vicino Dresda. Nella torre detta Sigismondo, è ospitato il cosiddetto Gabinetto olandese, con dipinti di scuole olandesi. L'arredamento di questa parte del castello è dominato dai ritratti dei re polacchi e dei membri delle loro famiglie e dai dipinti storici polacchi.
Dopo l'incedio del 1702, le sale della parte colpita furono notevolmente modificate dagli austriaci nel XIX secolo, per cui gli attuali stipiti delle porte (nella parte rinascimentale) e i soffitti sono il risultato di una ricostruzione intrapresa tra le due guerre, nel XX secolo. I soffitti neo-barocchi del periodo tra le due guerre videro all'opera pittori polacchi dell'epoca - coloristi.
- Camera del Tesoro

La Camera del Tesoro (pokój skarbów), contenente le ricchezze dell’antico Regno Polacco, ospita la famosa spada dentellata (Szczerbiec), realizzata per ricordare il periodo in cui i re polacchi dominavano tutta l'Europa sud-orientale oltre alla singola Polonia. Purtroppo, nel 1940, quando i nazisti inserirono al governo della Polonia i loro ufficiali, la spada fu rubata e nascosta all'estero, per poi essere ritrovata solo nel 1960.

### Stanze Reali di rappresentanza
Il primo piano, chiamato in generale piano nobile, è spesso destinato alle funzioni ufficiali. Ma nel castello del Wawel le sale di rappresentanza sono situate al secondo piano, infatti le stanze appaiono molto più alte e spaziose rispetto a quelle dei piani inferiori. Qui si sono svolte le sessioni del Sejm e del Senato, le udienze reali, le cerimonie nuziali e i balli. 
In diverse sale si conservano le grandi stufe a legna in legno bianco intarsiato ornate da riquadri in ceramica dipinta da Bartosz di Kazimierz.
Per la ricca ornamentazione e le opere d'arte ivi conservate, queste sale costituiscono la Collezione Statale d'Arte.
Fra queste sale spiccano:
- Sala dei Deputati o delle Teste

La Sala dei Deputati (Salą zastępców o Salą Pod Głowami) è ornata da pregevoli portali gotici e da un soffitto ligneo a cassettoni del 1531-35 ornato da trenta teste policrome di re polacchi. La sala è legata ad una strana leggenda: la Leggenda del re Ammonito (Fakt króla napominał). Secondo questa storia seicentesca, mentre il re polacco Sigismondo Augusto si trovava nella sala intento a pronunciare un giudizio, una delle teste appesa alla parete urlò “Rex Auguste, iudica iuste!” ("re Augusto, giudica in modo giusto!").
Sotto al soffitto è un fregio dipinto fra il 1529 e il 1534 da Hans Dürer (fratello del più famoso Albrecht) in collaborazione con Anton da Breslavia.
Alle pareti sono appesi degli arazzi tessuti fra il 1553 e il 1571 a Bruxelles, su cartoni di Michiel Coxcie.
Assunse il nome di sala dei Deputati dall'incoronazione di Ladislao IV Vasa nel 1633 quando venne adibita a Camera dei deputati.
- Sala degli Uccelli

La Sala degli Uccelli (Salą Pod Ptakami), è fra le più fastose, tanto che nel Cinquecento fungeva da sala del Trono e sala delle Udienze. Realizzata dopo l'incendio del 1595 conserva il superbo camino monumentale con gli stemmi della Polonia e della dinastia Vasa (Snopek), realizzato in marmi preziosi da Ambrogio Meazzi. Deve il nome da sculture metalliche di uccelli in volo sospesi al soffitto che, intorno al 1600, decoravano la sala. Oggi il nome rimanda al fregio che circonda la stanza. I dipinti originali del soffitto, di Tommaso Dolabella, andarono perduti nell'incendio nel 1702. Quelli attuali sono opera di Felicijan Szczęsny Kowarski del 1929. Le pareti sono rivestite di preziosi Corami di Cordova dell'inizio del XVIII secolo provenienti dal Castello di Moritzburg.
- Cappella Reale

La Cappella Reale (Kaplica Królewska) venne costruita dal Trevano nel 1602 per Sigismondo III. All'interno si sono conservati gli stucchi barocchi, completati dalla decorazione pittorica di Józef Pankiewicz eseguita nel 1931. Il Trittico della Santissima Trinità, che funge da pala d'altare, proviene dalla chiesa domenicana di Gródek a Cracovia. Alle pareti, preziosi corami.
- Sala dei Senatori

La Sala dei Senatori (Salą Senatorską), è la più grande del castello, già citata nelle fonti antiche come Aula Superior o Stuba Magna. Oggi prende il nome dalle sedute del Senato che qui si svolgevano. Ma vi si tenevano anche importanti cerimonie statali, fra cui l'inaugurazione del Sejm, oltre a balli e spettacoli teatrali durante i matrimoni reali. Il primo di questi ultimi fu quello del 1518 fra Sigismondo I e Bona Sforza. Il balcone dei musici fu aggiunto nel 1592.
La sala conserva enormi arazzi fiamminghi narranti le Imprese di Noè durante il Diluvio universale.

## Collezioni

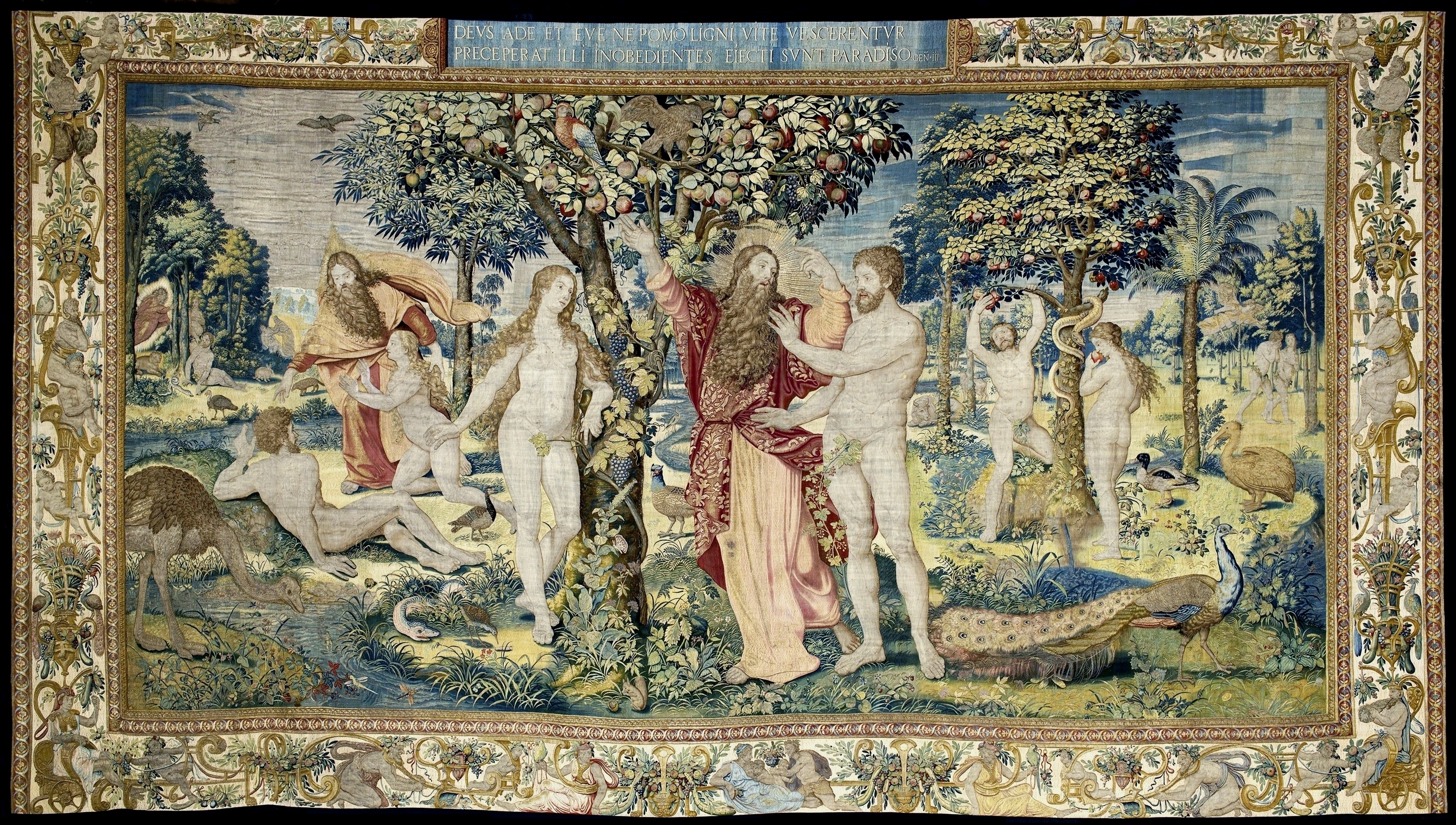
Uno degli arazzi delle Storie dei progenitori.

Nel Castello del Wawel sono conservate alcune interessanti collezioni, i cui oggetti provengono in gran parte da raccolte private. La più ampia è la kòlekcja porcelany, cioè la Collezione delle porcellane, costituita da oltre mille pezzi provenienti da tutta Europa. Ci sono poi la raccolta del vetro, con pezzi di provenienza locale e quella degli orologi slavi, molto ricca e pregiata. Interi saloni al pianterreno sono invece dedicati ad una ricca raccolta di arte orientale e indiana. Nei sotterranei del castello è allestita una mostra di oggetti del X secolo rinvenuti nel terreno della Collina del Wawel nei primi del Novecento, durante un grande restauro del castello. La mostra prende il nome di Wawel Zniknął, che vuol dire “Wawel Scomparso”.

### Arazzi fiamminghi
Fra le opere d'arte conservate nel castello spiccano i cosiddetti arazzi degli Jagelloni, considerati fra i più preziosi di tutto il mondo.. 
Comprende gli arazzi che il re Sigismondo II Augusto Jagellone (1520–1572) commissionò a Bruxelles nel 1550–60. È la più grande serie di arazzi mai commissionata da un sovrano.
Fino ad oggi si sono conservati 136 pezzi narranti eventi biblici della Storie dei progenitori, alle Storie di Noé, alla Storia della Torre di Babele, Verdure, Animali, arazzi con i monogrammi del re sullo sfondo di ornamenti grotteschi, stemmi della Polonia e Lituania. Fra gli artisti che disegnarono i cartoni, spiccano i nomi di Michiel Coxcie, Peter Paul Rubens, e le botteghe di Frans Floris, Pieter Coecke van Aelst.
Le serie bibliche sono esposte in modo intercambiabile nelle stanze del secondo piano del castello (Stanze reali di rappresentanza).
.

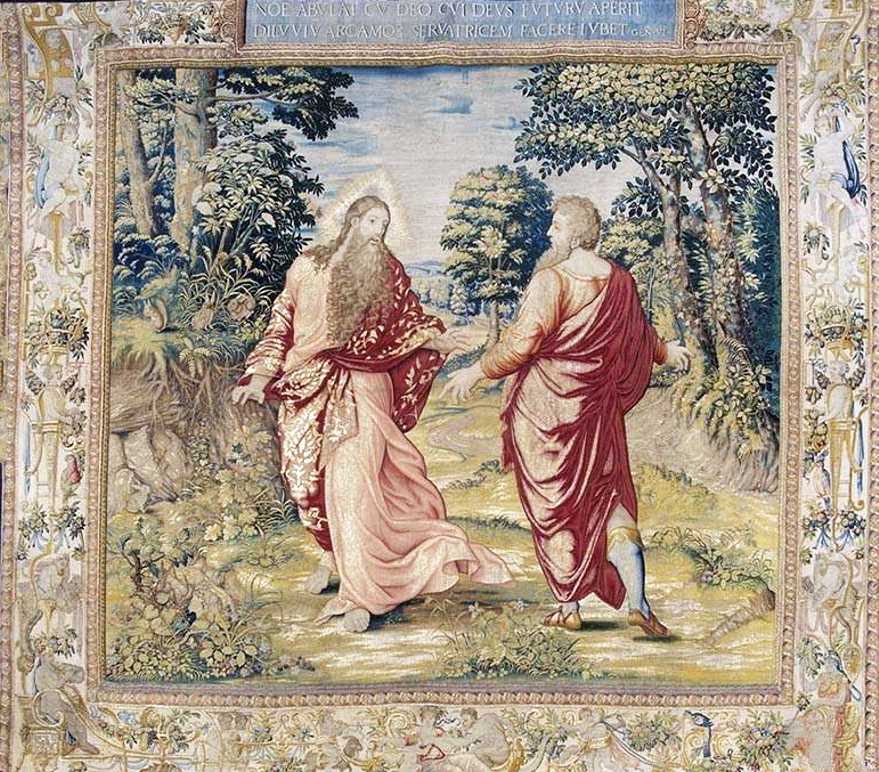
Storie di Noè
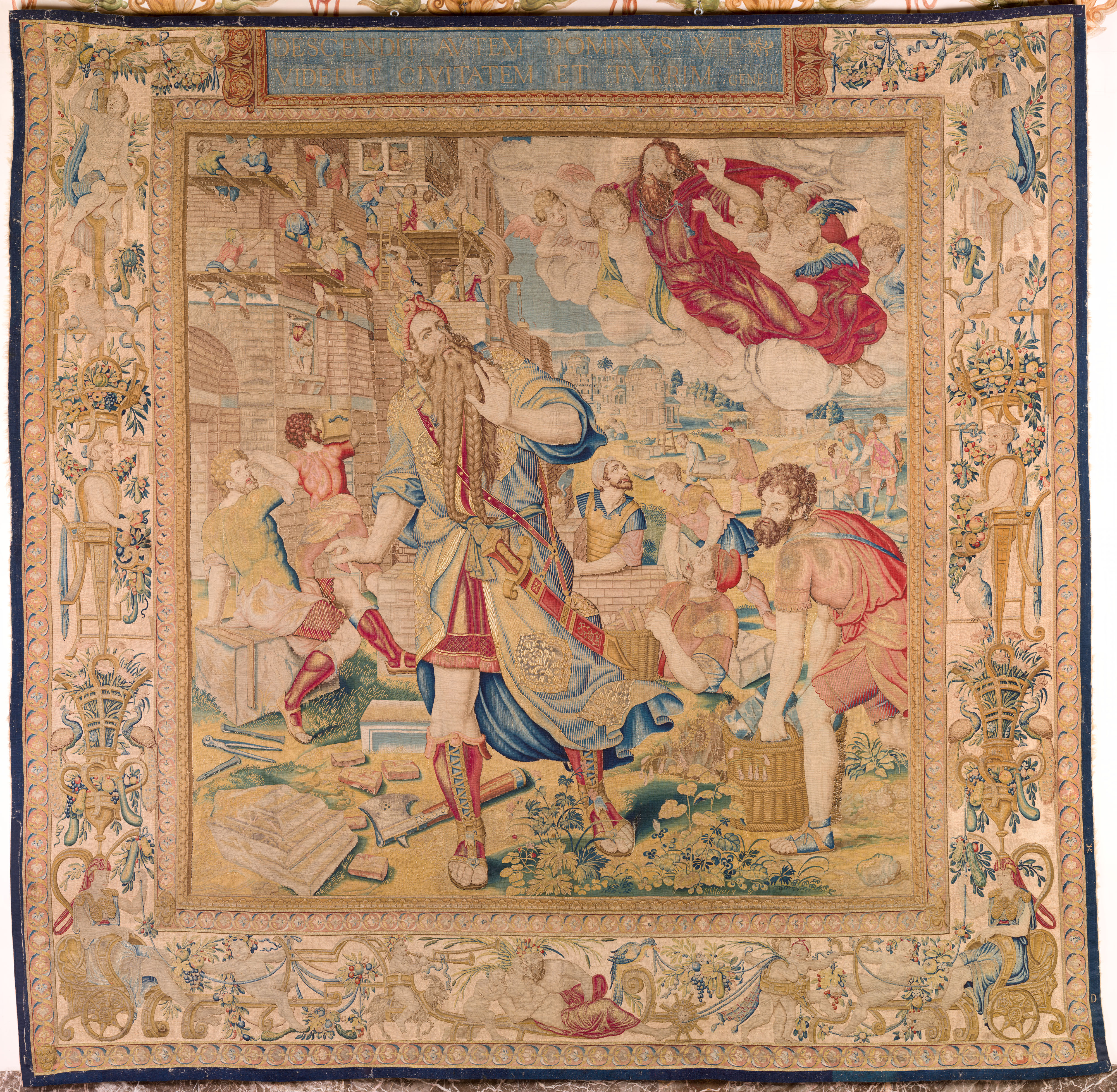
Storie della Torre di Babele
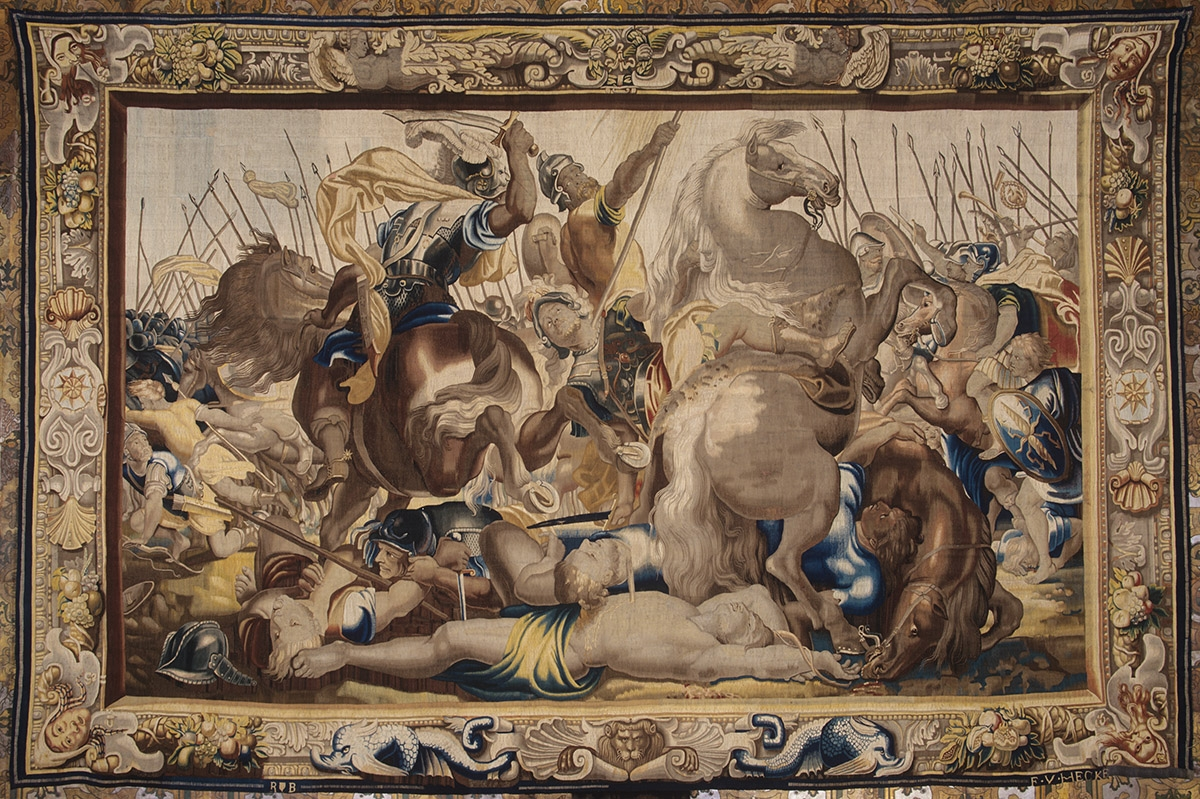
Morte di Publio Decio Mure, Rubens
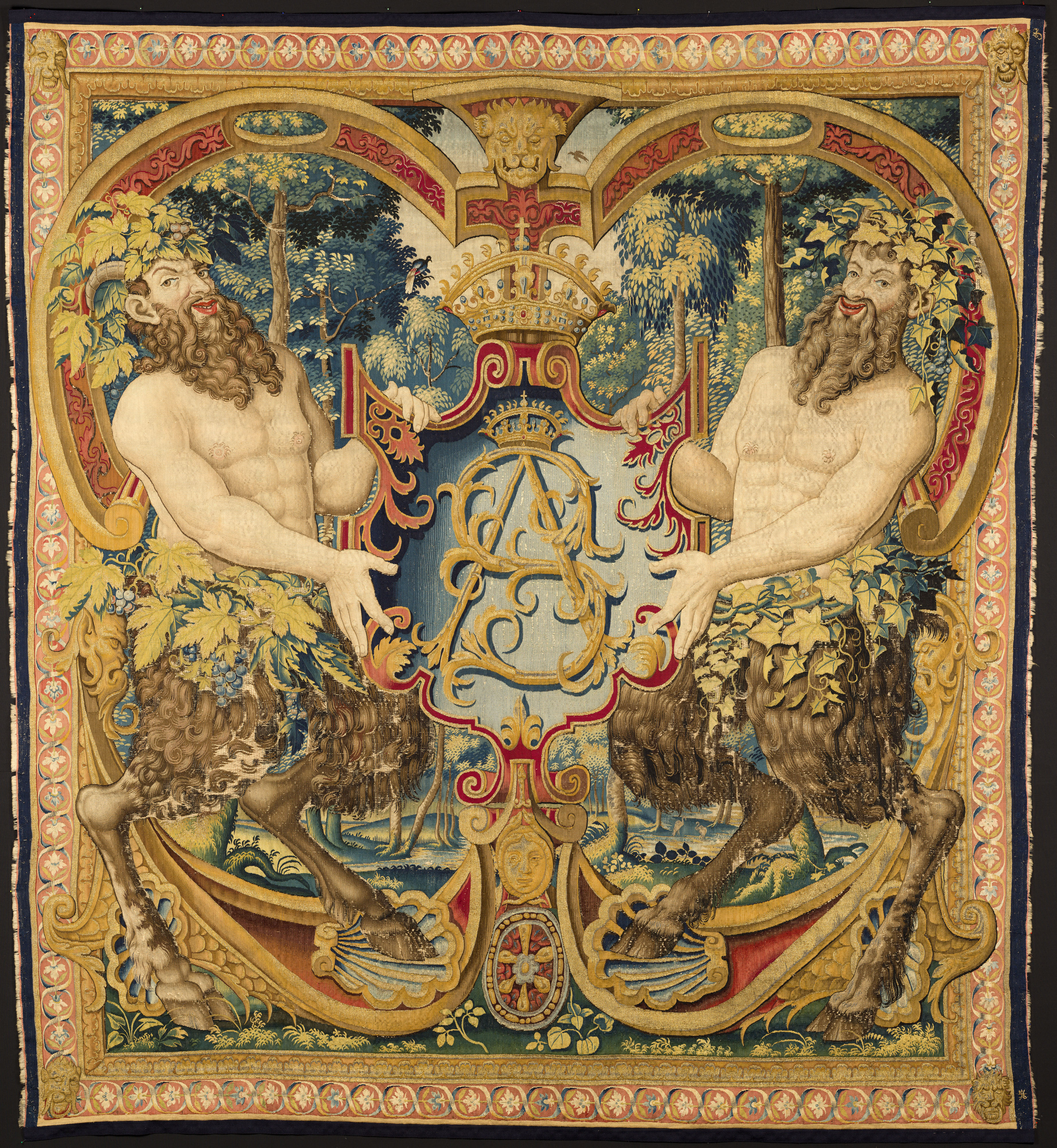
Monogramma reale con grottesche
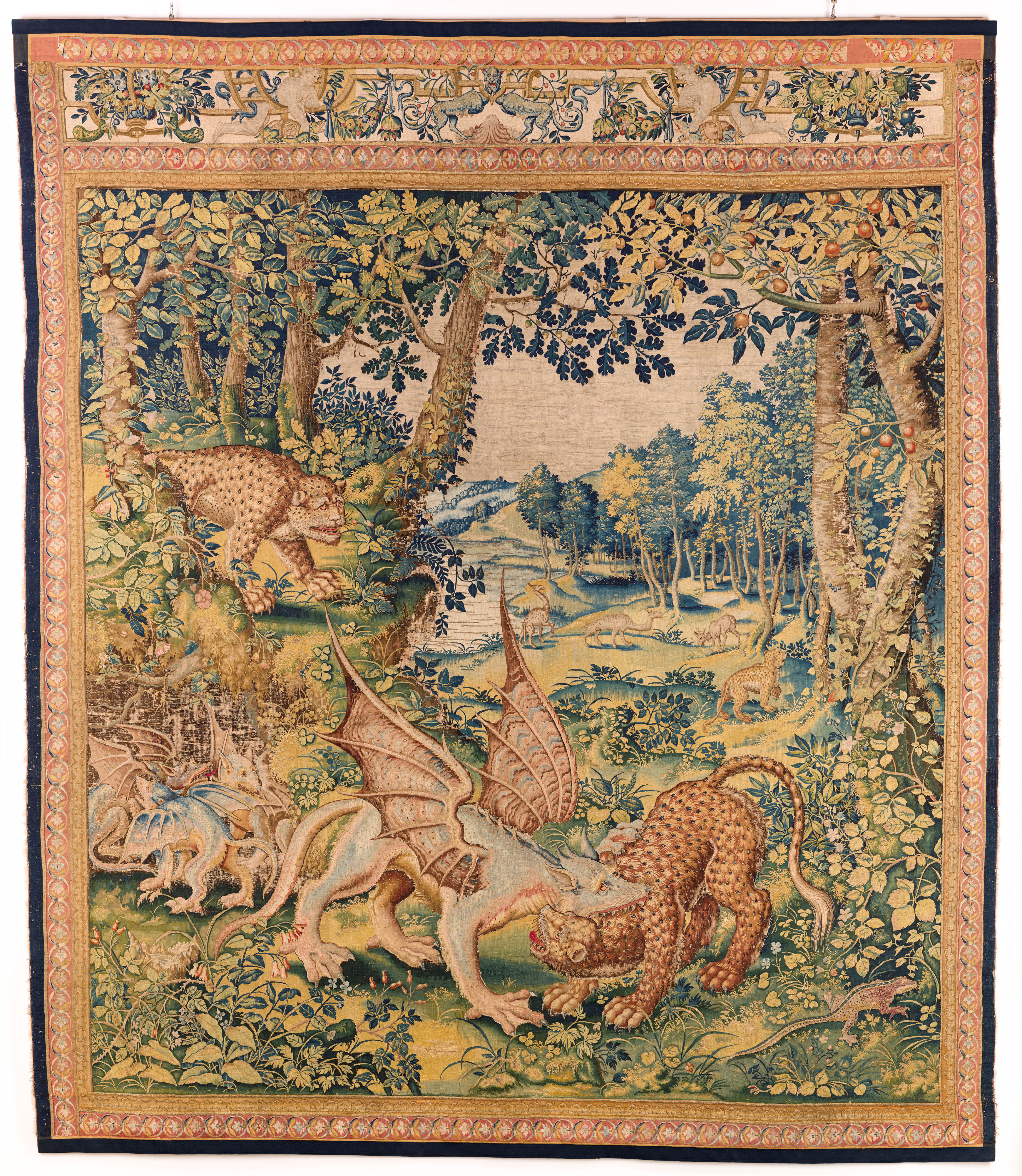
Verdure